# 尾鷲北インターチェンジ
尾鷲北インターチェンジ（おわせきたインターチェンジ）は、三重県尾鷲市にある紀勢自動車道と熊野尾鷲道路のインターチェンジである。津・伊勢方面のみ出入り可能なハーフインターチェンジである。新宮・那智勝浦方面へは尾鷲南ICを利用することになる。

## 道路
- E42 紀勢自動車道[1]（5番）

## 歴史
- 2012年（平成24年）3月20日 : 紀勢自動車道・海山IC - 当IC間開通に伴い供用開始[1]。
- 2021年（令和3年）
  - 2月24日 : 当IC 2021年2月の集中工事に伴い新出口の使用開始。
  - 8月29日 : 熊野尾鷲道路・当IC - 尾鷲南IC間開通[2]。

## 周辺
- 尾鷲市役所
- 尾鷲港
- 尾鷲駅（JR紀勢本線）

## 接続する道路
- 国道425号

## 料金所
- 無料区間[1]のため、なし。

## 隣
E42 紀勢自動車道
(4) 海山IC - (5) 尾鷲北IC
E42 熊野尾鷲道路
(5) 尾鷲北IC - (6) 尾鷲南IC